# Campeonato Mineiro 1938
In 1938 werd het 24ste Campeonato Mineiro gespeeld voor voetbalclubs uit de Braziliaanse staat Minas Gerais. De competitie werd gespeeld van 8 mei 1938 tot 1 januari 1939 en werd georganiseerd door de Liga Mineira de Desportos Terrestres. Atlético werd kampioen.

## Eindstand
| Plaats | Club             | Wed. | W  | G | V  | Saldo | Ptn. |
| ------ | ---------------- | ---- | -- | - | -- | ----- | ---- |
| 1.     | Atlético         | 15   | 14 | 1 | 0  | 42:6  | 29   |
| 2.     | Siderúrgica      | 15   | 7  | 3 | 5  | 28:21 | 17   |
| 3.     | Villa Nova       | 15   | 5  | 4 | 6  | 22:18 | 14   |
| 4.     | América          | 15   | 4  | 5 | 6  | 17:24 | 13   |
| 5.     | Palestra Itália  | 15   | 5  | 3 | 7  | 19:22 | 13   |
| 6.     | Sete de Setembro | 15   | 1  | 2 | 12 | 14:51 | 4    |

|  | Kampioen |

### Kampioen
| Campeonato Mineiro de 1938 |
| -------------------------- |
| ATLÉTICO (7º Titel)        |